# Riikka Pulkkinen

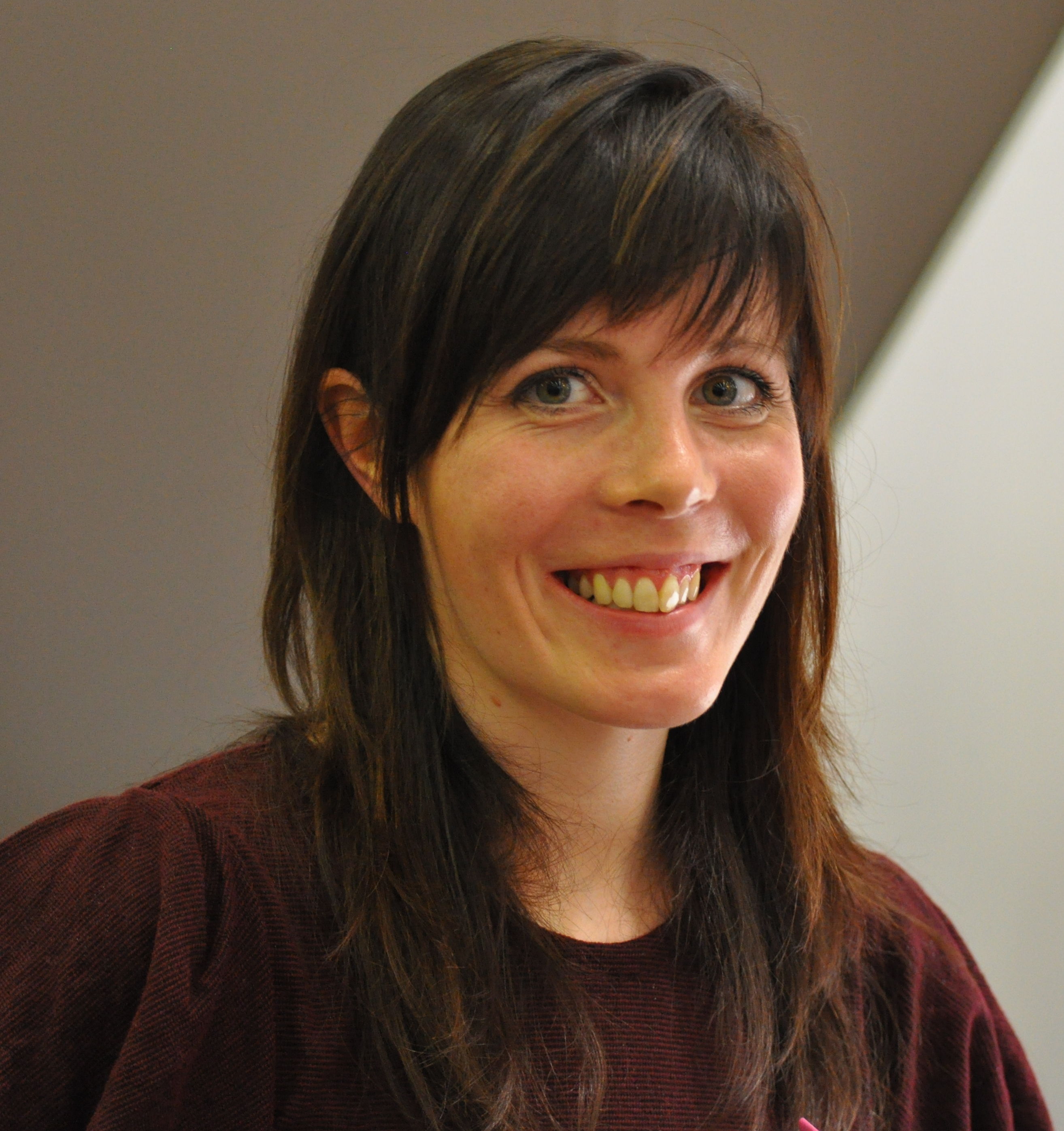
Riikka Pulkkinen, 2010

Riikka Pulkkinen (* 8. Juli 1980 in Tampere) ist eine finnische Schriftstellerin. Bekannt wurde sie besonders durch den internationalen Bestseller-Erfolg ihres zweiten Romans Wahr (orig. Totta, 2010), der auch für den höchsten finnischen Literaturpreis nominiert war.

## Leben und Wirken
Pulkkinen studierte Literaturwissenschaft und Philosophie an der Universität Helsinki. Ihr 2006 in Helsinki herausgekommener Debütroman Raja (=Die Grenze) erhielt in Finnland viel Beachtung. Themen der Romanhandlung sind Sterbehilfe und verbotene Beziehungen.
Der zweite Roman Totta bestätigte die guten Kritiken, indem er für den Finlandia-Preis nominiert und vom Publikum stark beachtet wurde. Es gibt bereits zahlreiche Übersetzungen, darunter eine englischsprachige, niederländische und deutsche Ausgabe. Im Zentrum der Handlung steht eine krebskranke Großmutter, die als Karrierefrau erst durch die Herausforderung der Erkrankung genauer in die Dynamik ihrer Familienbeziehungen hineinguckt und dann dementsprechend handelt.
Die Filmrechte für Totta wurden an die finnische Produktionsgesellschaft Vertigo Production vergeben. Im November 2011 gab es die Uraufführung einer Dramenfassung im KOM-Theater Helsinki.
Pulkkinen lebt in Helsinki.

## Werke
- Raja. Gummerus, Helsinki 2006, ISBN 951-20-7280-7.
  - Die Ruhelose. Roman. Deutsch von Elina Kritzokat. List, Berlin 2014, ISBN 978-3-471-35072-0.
- Totta. Otava, Helsinki 2010, ISBN 978-951-1-22965-0.
  - Wahr. Roman. Deutsch von Elina Kritzokat. List, Berlin 2012, ISBN 978-3-471-35071-3.
- Vieras. Otava, Helsinki 2012, ISBN 978-951-1-25640-3.
- Paras mahdollinen maailma. Otava, Helsinki 2016, ISBN 978-951-1-29892-2.
- Lasten planeetta. Otava, Helsinki 2018, ISBN 978-951-1-32609-0.
- Lumo. Otava, Helsinki 2022, ISBN 978-951-1-42243-3.

## Auszeichnungen
- 2010 Nominierung für Finlandia-Preis
- 2007 Kaarlen Preis[5]